# Harry Wasylyk
Harry Wasylyk (* 5. Dezember 1927 in Milwaukee, Wisconsin; † 1. Juli 2013 in Vancouver, British Columbia) gilt zusammen mit Larry Hansen als Erfinder des Müllsacks aus Polyethylen.

## Leben
Harry Wasylyk war ein Sohn von Harry und Irma Wasylyk. Er wurde zwar in der US-amerikanischen Stadt Milwaukee geboren, wuchs aber in Narol auf, einem Ort in der kanadischen Provinz Manitoba. Später lebte er in Winnipeg. Während des Koreakriegs diente er in der United States Army. 
1950 erfand Wasylyk zusammen Larry Hansen aus Lindsay den Müllsack aus Polyethylen. Ursprünglich dachten sie nicht an eine Verwendung in Haushalten, sondern in Gewerbebetrieben, der erste Kunde war das Winnipeg General Hospital. Hansens Arbeitgeber Union Carbide Company kaufte ihnen allerdings die Idee ab und brachte in den späten 1960er-Jahren die ersten grünen Müllsäcke unter dem Namen Glad garbage bags auf den Markt.
Zusammen mit seinem Vater, Mickey Hayashi und Walter Wasyly gründete Harry Wasylyk die Polyethylene Bag Manufacturing Ltd., welche neben grünen Müllbeuteln auch andere Plastik-Verpackungsprodukte vertrieb. Außerdem war er Inhaber des Niakwa Hotels. Später leitete er 30 Jahre lang als Präsident und Generaldirektor das Verkehrstechnik-Unternehmen Grainmaster Manufacturing Ltd in Winnipeg.
Nach Eintritt in den Ruhestand zog Wasylyk nach Peachland in British Columbia. Er starb 2013 mit 85 Jahren im Royal Columbian Hospital in Vancouver.
Harry Wasylyk war verheiratet mit der vor ihm verstorbenen Evangeline, geb. Toots. Er hinterließ drei Söhne.

## Weblink und Quelle
- Who Invented the Green Garbage Bag? How Garbage Bags Are Made